# خرجة

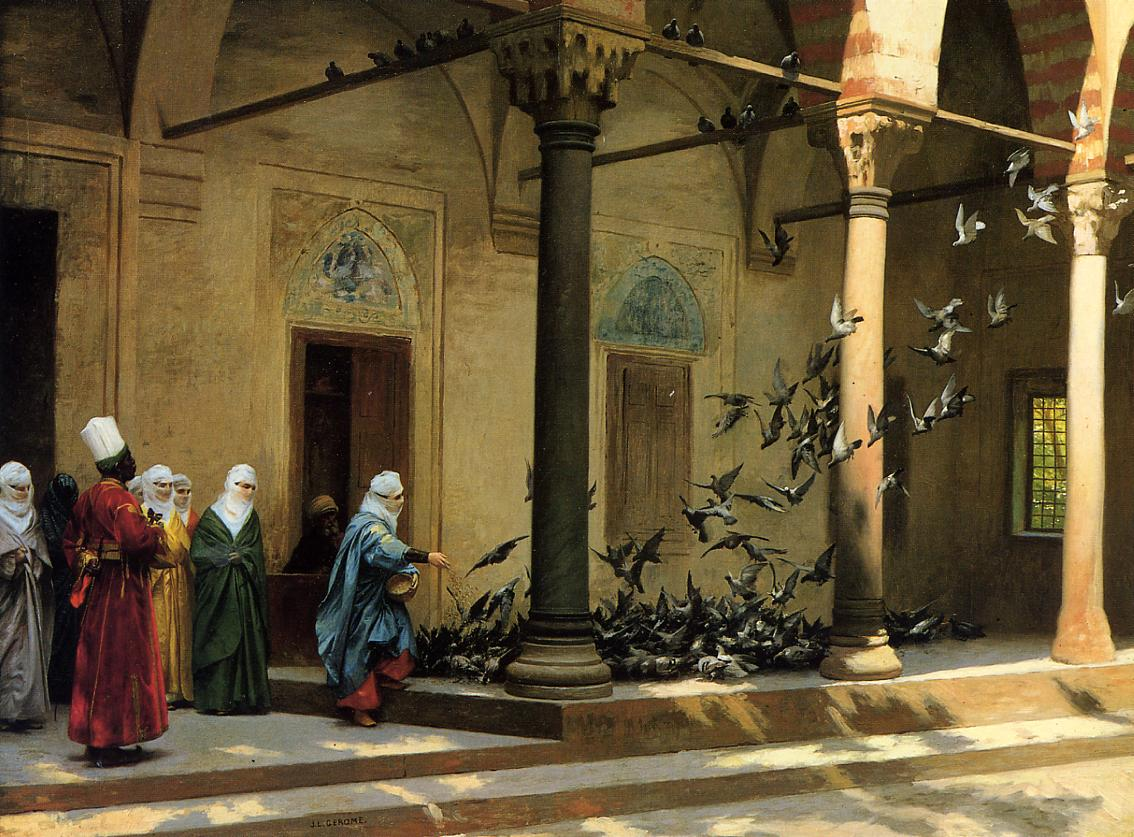

الخَرْجة (بالإسبانية: jarcha) هو مصطلح أدبي يشير إلى نهاية المقطع الأخير من المُوَشَّح (قصيدة عربية أو عبرانية في شكل ثابت اخترع في الأندلس في إسبانيا العصور الوسطى المسلمة).
على ما يبدو فإن أقدم خرجة تعود إلى منتصف القرن الحادي عشر وأحدثها إلى النصف الأول من القرن الرابع عشر ونجد العديد منها بين نهايات القرن الحادي عشر وبدايات القرن الثاني عشر. نُظِمت معظم الخرجات باللهجة الإسبانية العامية، غير أن جزءاً صغيراً منها نُظم باللغة الرومانسية الأندلسية خاصة ما بين أواخر القرن الحادي عشر إلى بداية القرن الرابع عشر، ومنها تشكّلت أقدم نماذج عرفتها الأشعار المكتوبة في اللغات الرومانسية.
أدخلت الخرجة كأغنية من أبيات قليلة مكتوبة باللغة الرومانسية أو العبرانية أو العربية العامية في نهاية الموّشح. وعُرفت ظاهرة شعرية أخرى ذات خصائص مشابهة للخرجة وهي الزجل الذي يختلف بتوزيع أبياته في كامل القصيدة.
كتبها شعراء مثقفون: عرب ويهود، قلّدوا الشعر الغنائي الروماني القديم. فتمكنوا من جمعها من الفلكلور الشعبي أو حتى أعادوا تكييفها ضمن احتياجاتهم العروضية كامتداد للضرورات الشعرية للموشح، أو حتى ابدعوا في إعادة قولبتها من أصولها وأشكالها القديمة.
الموشحة (وهي كلمة عربية تعني عَقْد) هي نوع من القصائد المهذبة التي بلغت ذروة مجدها في الأندلس ما بين القرنين التاسع والثاني عشر. فقد جلب العرب معهم نموذجاً شعرياً يعود للقرن الرابع وهو القصيدة العامودية ساهمت في تطور الموشحة.
كتبت الموشحة في أبيات شعرية قصيرة متأثرة بالغناء الشعبي، غير أنها كانت من ناحية البناء والمواضيع معقدة جداً. يعتقد أنها ظهرت في شبه الجزيرة نتيجة تمازج الثقافات في ظل العهد الأندلسي وتأثرت بالتعايش الوثيق بين هذه الثقافات (عرب، عبرانين، مسيحيين) خاصة في حقبة ملوك الطوائف. ويرجع العرب الموشحة أحياناً إلى كونها أغانٍ مسيحية. اكتشفت وترجمت لأول مرة في عام 1948 بواسطة عالم اللغة العبرانية سامويل ميكلوس ستيرن. ونتوقع الحصول على تفسيرات وشروحات متعاقبة لهذه النصوص من خبراء مختلفين في السنوات القليلة المقبلة. وبسبب الغموض في اللغات العروبية فلا بد من توقع تفسيرات عديدة، لذا ستبقى الخرجات قضية قابلة للنقاش والبحث المتخصص.

## مواضيع الخرجة
كانت خرجة الحب المنظومة في اللغة المستعربية عبارةً عن قصائد شعبية صغيرة يروي فيها المؤلف أو المؤلفة على لسان فتاة تجربتها الغرامية لأخواتها ووالدتها. ويعتقد أن معظم النصوص كتبها رجال، رغم أن الموضوع ومحتوى النص يصدر من امرأة.
من أشهر سمات الخرجة البارزة: كثرة التعجب والتساؤل والتكرار واستخدام مفردات اللغة البسيطة وفيها الكثير من التصغير والتحبب ونظم الأبيات الشعرية بتفعيلة آرتي مينور(8 مقاطع أو أقل). تعتبر الخرجة وأناشيد الود الغاليكي والبيانثيكو القشتالي (وهي أغاني دنيوية فيها مقطع مكرر أصله شعبي ويستعمل في نغماتها عدة أصوات) فروع لنفس التراث الشعبي، ولها فروع أخرى خارج شبه الجزيرة في الغناء أو الشعر التقليدي.
تكمن أهمية الخرجة في المساعدة على توضيح أصول الأدب الإسباني وإثبات أنه وجد في شبه الجزيرة الإيبيرية شعر غنائي. وحتى ظهور هذا الاكتشاف على يدي ستيرن كانت الملحمة البطولية تعدّ أساس الأدب الإسباني.

## خصائص الخرجة
- نظمت في القرن العاشر والقرن الحادي عشر.
- تتشابه كثيراً مع أناشيد الود الغاليكية البرتغالية.
- تروى على لسان أنثى تبكي خسارة المحبوب أو غيابه.
- تشكل الخرجة جزءاً من الشعر الغنائي البدائي.
- اكتشاف الخرجة يثبت وجود مواضيع مشتركة في إسبانيا، وأن الشعر الغنائي كان يغنى بلغات مختلفة: المستعربة أو الرومانسية الأندلسية.
- على الرغم من أن الخرجة سبقت الموشحة وكانت سببا لها، إلا أنهما لم يتناولا الموضوع نفسه.
- معظم الخرجات تختلف في البنية ولكن غالبها يتكون من مقاطع رباعية الأبيات أو ثنائية.
- القافية عادة ساكنة، وتظهر بشكل متنوع – a – a, abab.

## اكتشاف الخرجة في يومنا هذا
تم إيجاد الخرجة عام 1948 بفضل جهود عالم اللغة العبرانية سامويل ميكلوس ستيرن بالتعاون مع المستعرب الإسباني اللامع اميليو غارسيا غوميز اللذين استطاعا الحصول عليها بفضل إدراج شعراء عرب وعبرانيين مثقفين في تلك العصور هذه الخرجات في موشحاتهم. هذه الخرجات مكتوبة باللغة المستعربة وحروف أبجدية عربية وأخرى عبرانية (كما هو في الأدب الأعجمي).

## وصلات خارجية
- Extraits de la bibliographie de Henk Heijkoop and Otto Zwartjes: Muwaššaḥ, Zajal, Kharja. Bibliography of Strophic Poetry and Music from al-Ándalus - (quasi 3000 articles et livres répertoriés)
- 55 khardjas romanes (texte complet) - Alma Wood Rivera: Las jarchas mozárabes: Una compilación de lecturas, thèse, Monterrey (México) 1969.
- 20 khardjas romanes (texte complet) - Bibliotheca Augustana
- 67 khardjas romanes (extraits) dans: Google-books. (Autores Varios: أنثولوجيا de Jarchas. Linkgua ediciones S.L. : Barcelona 2009, ISBN 978-84-9816-114-4)